# J. A. Wadman (staty)
J.A. Wadman är en byst i brons av diktaren Johan Anders Wadman, skapad av bildhuggaren Johan Peter Molin som ursprungligen avtäcktes 1869 i Lorensbergsparken. Den är därmed Göteborgs näst äldsta offentliga konstverk.
Det var medlemmar ur Ordenssällskapet Göta Par Bricole som tog initiativ till bysten, då Wadman varit ordenskald där och kallades för Göteborgs Bellman. År 1946 flyttades den till Kronhusparken, där den stod tämligen undanskymd. Omkring år 2000 återkom den tillfälligt till Lorensberg intill Göteborgs stadsbibliotek, men flyttades åter 2012 till en ny permanent plats i Vasaparken på en kulle vid Vasakyrkan.

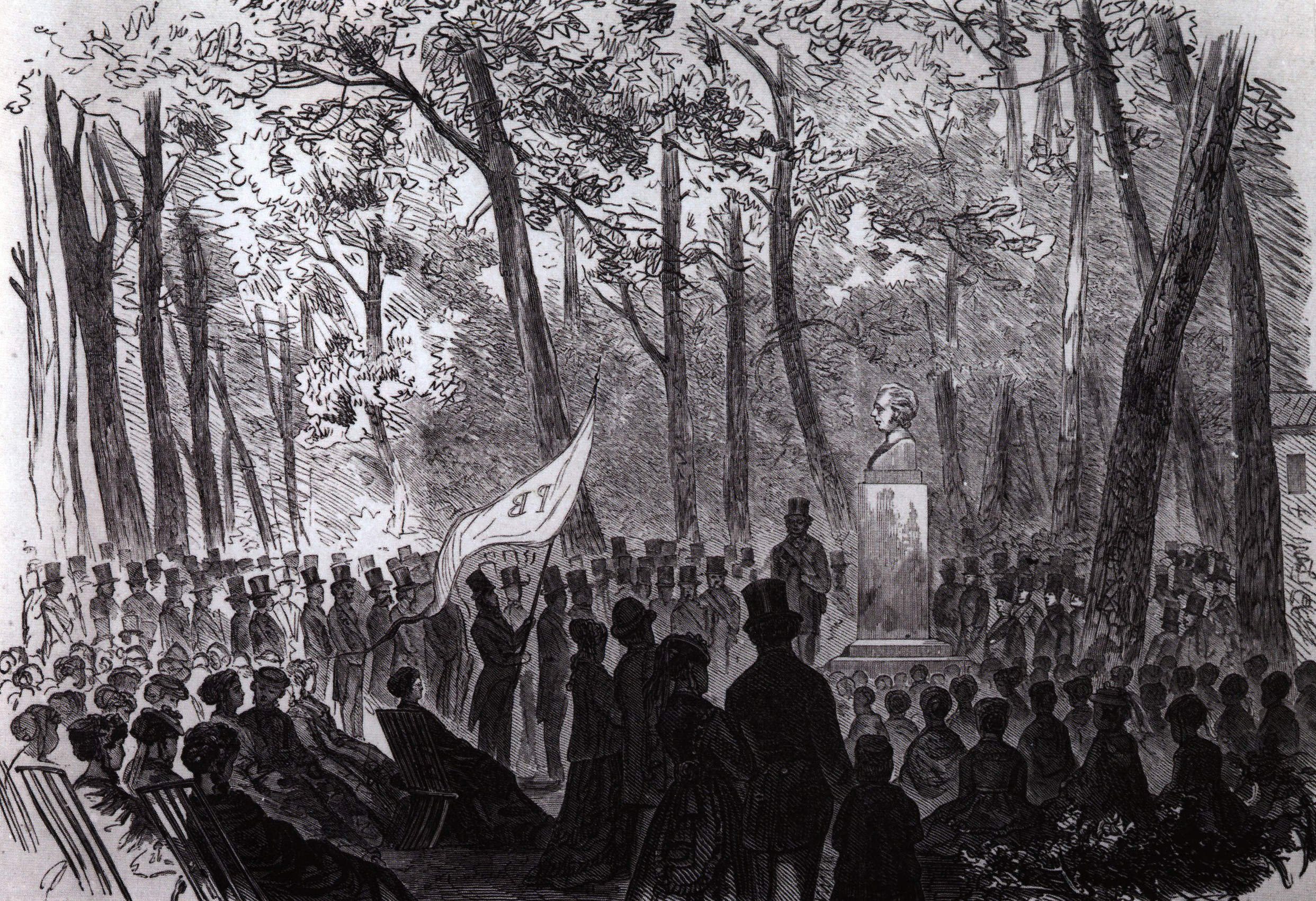
Den festliga avtäckningen 1869 i Lorensbergsparken
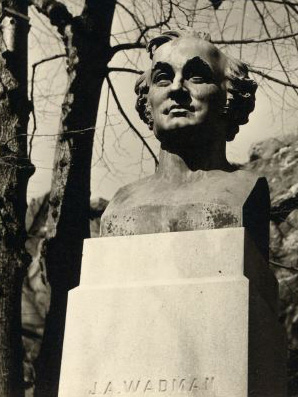
Bysten i Kronhusparken 1951
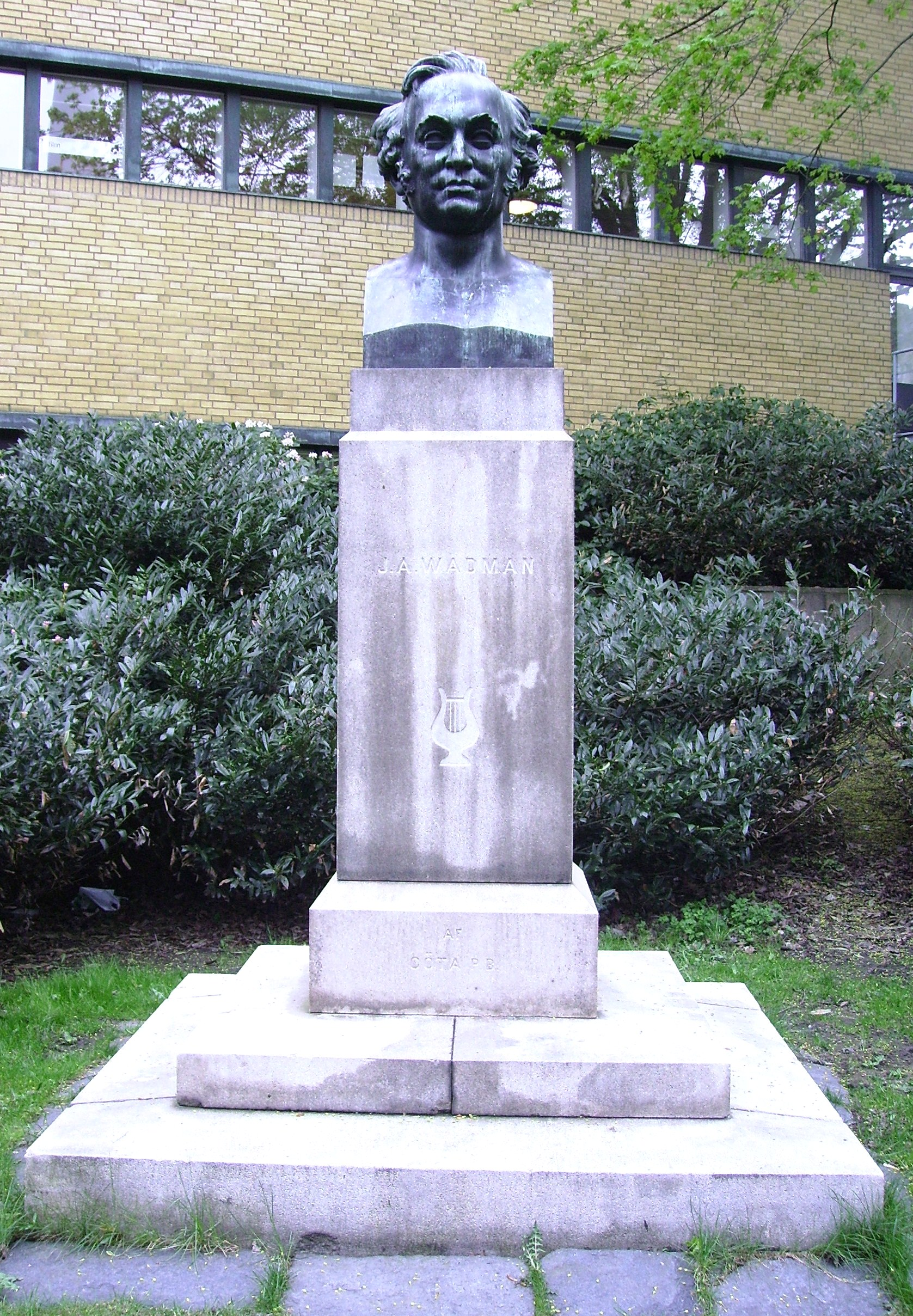
Bysten uppställd norr om Stadsbiblioteket